# Чемпионат Европы по футболу 2016 среди девушек до 17 лет
Чемпионат Европы по футболу 2016 среди девушек до 17 лет — 9-й розыгрыш юношеского чемпионата Европы по футболу среди девушек до 17 лет. 20 марта 2012 года страной-хозяйкой была выбрана Беларусь. Турнир прошёл с 4 по 16 мая 2016 года.
В турнире приняли участие 8 сборных из девушек, родившихся после 1 января 1999 года. Каждый матч длился 80 минут, состоял из двух таймов по 40 минут с 15-минутным перерывом.
Германия выиграла чемпионат Европы 5-й раз в своей истории, победив в финале Испанию в серии пенальти со счётом 3:2. Чемпионат также сыграл роль отборочного турнира для чемпионата мира по футболу среди девушек до 17 лет 2016 в Иордании, на который попали три лучших команды из Европы. Помимо Германии и Испании, путёвку на чемпионат мира получила Англия, обыгравшая Норвегию в матче за 3-е место.
Чемпионский титул защищала Испания. Дебютантами стали хозяева, а также Сербия и Чехия.

## Отборочный турнир
Отборочный турнир к финальной части Чемпионата Европы по футболу 2016 состоял из двух раундов:
- Отборочный раунд: 28 сентября — 28 октября 2015 года
- Элитный раунд: 3 — 29 марта 2016 года

В отборочном раунде принимали участие 46 команд (Германия и Франция автоматически прошли в элитный раунд как команды с наивысшим коэффициентом), которые были поделены на 11 групп по 4 команды. В элитный раунд попадали победители групп и команды, занявшие вторые места.
В элитном раунде принимали участие 24 команды, которые были поделены на 6 групп по 4 команды. Победители групп, а также лучшая команда, занявшая 2-е место вышли в финальную часть.

### Жеребьёвка
Жеребьёвка квалификационного раунда состоялась 19 ноября 2014 года в штаб-квартире УЕФА в Ньоне.
Команды были разбиты на четыре корзины, согласно рейтингу, заработанному в ходе выступлений на последних трёх чемпионатах Европы (в том числе и в отборочных турнирах).
В ходе жеребьёвки, по политическим причинам, между собой были разведены сборные Азербайджана и Армении, Украины и России, которые не могли попасть в одну группу.

### Квалифицировались в финальный турнир
| Сборная  | Способ квалификации  | Дата квалификации | Участие | Подряд | В последний раз | Лучший результат                 |
| -------- | -------------------- | ----------------- | ------- | ------ | --------------- | -------------------------------- |
| Беларусь | Организатор          | 20 марта 2012     | Дебют   | Дебют  | Дебют           | Дебют                            |
| Норвегия | 1-е место в группе 5 | 8 марта 2016      | 3       | 2      | 2015            | 4-е место (2009)                 |
| Италия   | 1-е место в группе 4 | 20 марта 2016     | 2       | 1      | 2014            | 3-е место (2014)                 |
| Германия | 1-е место в группе 1 | 24 марта 2016     | 8       | 3      | 2015            | Чемпион (2008, 2009, 2012, 2014) |
| Чехия    | 1-е место в группе 3 | 24 марта 2016     | Дебют   | Дебют  | Дебют           | Дебют                            |
| Испания  | 1-е место в группе 2 | 27 марта 2016     | 7       | 4      | 2015            | Чемпион (2010, 2011, 2015)       |
| Англия   | 1-е место в группе 6 | 27 марта 2016     | 4       | 3      | 2015            | 4-е место (2008, 2014)           |
| Сербия   | Лучшая 2-я команда   | 29 марта 2016     | Дебют   | Дебют  | Дебют           | Дебют                            |

## Места проведения
Турнир прошёл на 5 стадионах:
| Борисов                    | Борисов                    | Минск               |                    |
| -------------------------- | -------------------------- | ------------------- | ------------------ |
| Борисов-Арена              | Городской                  | Трактор             |                    |
| Вместимость: 13,126        | Вместимость: 5,402         | Вместимость: 16,500 |                    |
|                            |                            |                     |                    |
| Борисов Минск Слуцк Жодино | Борисов Минск Слуцк Жодино | Слуцк               | Жодино             |
| Борисов Минск Слуцк Жодино | Борисов Минск Слуцк Жодино | Городской           | Торпедо            |
| Борисов Минск Слуцк Жодино | Борисов Минск Слуцк Жодино | Вместимость: 1,896  | Вместимость: 6,524 |
| Борисов Минск Слуцк Жодино | Борисов Минск Слуцк Жодино |                     |                    |

## Финальный турнир

Результаты команд-участников

### Жеребьёвка и посев команд
Жеребьёвка финального турнира состоялась 6 апреля 2016 года в 11:30 (UTC+3), в гостинице «Виктория» в городе Минске. Восемь команд были разделены на 2 группы по 4 команды без предварительного посева. Беларусь получила позицию А1 как хозяйка.

### Определение мест команд в групповом раунде
В групповом раунде место команды определяется количеством набранных очков: чем больше очков, тем выше место. В случае, если у двух или более сборных совпадает количество очков, используются следующие критерии:
1) большее количество очков, набранных в личных встречах между претендентами;
2) лучшая разница мячей в личных встречах между претендентами;
3) большее количество голов в личных встречах между претендентами;
4) Если после применения критериев от 1 до 3 две команды по-прежнему имеют равные показатели, для определения итогового турнирного положения критерии от 1 до 3 применяются исключительно к матчам с участием этих двух команд. Если и эта процедура не позволяет принять окончательное решение, то используются критерии от 5 до 10:
5) лучшая разница мячей во всех матчах группового этапа;
6) большее количество забитых мячей во всех матчах группового этапа;
7) серия пенальти, если команды имеющие одинаковые показатели по всем пунктам играют в последнем матче группового этапа
8) поведение команд в духе «фэйр-плей» в финальном турнире;
9) позиция в рейтинге коэффициентов национальных сборных УЕФА;
10) жребий.

### Главные тренеры и капитаны команд
| Сборная  | Тренер           | Капитан             |
| -------- | ---------------- | ------------------- |
| Беларусь | Ирина Булыгина   | Дарья Виноград      |
| Норвегия | Лена Тирибергет  | Фрида Маанум        |
| Италия   | Рита Гуарино     | Беатрис Мерло       |
| Германия | Анушка Бернхард  | Янина Минге         |
| Чехия    | Карел Рада       | Камила Дубцова      |
| Испания  | Мария Ис         | Лайя Александри     |
| Англия   | Джон Гриффитс    | Шарлотта Вуббен-Мой |
| Сербия   | Сузана Станоевич | Аллегра Поляк       |

### Экипировка команд
| Бренд  | # | Сборные                       |
| ------ | - | ----------------------------- |
| Nike   | 3 | Англия, Франция, Норвегия     |
| Adidas | 3 | Белоруссия, Испания, Германия |
| Puma   | 1 | Чехия                         |
| Umbro  | 1 | Сербия                        |

## Судьи
6 арбитров, 8 ассистентов и 2 резервных арбитра обслуживали турнир.

| Арбитры - Элени Антониу - Ана Агиар - Димитрина Милкова - Эльвира Нурмустафина - Тесс Олофссон - Вера Опейкина | Ассистенты - Александра Ардашева - Эмили Обри - Елена Бух - Елена Ермолаева - Бьянка Схефферс - Кинга Сенюк-Микульская - Сибель Ямак Тамкафа - Кристина Янускевич | Резервные арбитры - Ольга Терешко - Ирина Туровская |

## Групповой этап
| Легенда | Легенда                                                  |
| ------- | -------------------------------------------------------- |
|         | Команды, вышедшие в 1/2 финала                           |
|         | Команды, потерявшие шанс на дальнейшее участие в турнире |

### Группа A
| М | Команда  | И | В | Н | П | Мячи   | ±   | О |
| - | -------- | - | - | - | - | ------ | --- | - |
| 1 | Англия   | 3 | 3 | 0 | 0 | 19 − 3 | +16 | 9 |
| 2 | Норвегия | 3 | 2 | 0 | 1 | 5 − 3  | +2  | 6 |
| 3 | Сербия   | 3 | 1 | 0 | 2 | 6 − 6  | 0   | 3 |
| 4 | Беларусь | 3 | 0 | 0 | 3 | 1 − 19 | −18 | 0 |

| Беларусь  | 1:5 (0:2) | Сербия                                                             |
| --------- | --------- | ------------------------------------------------------------------ |
| Житко 68′ | (отчёт)   | Поляк 7′ · Агбаба 30′ · Иванович 48′ · Филипович 57′ · Буркерт 79′ |

| Англия                             | 3:2 (2:0) | Норвегия     |
| ---------------------------------- | --------- | ------------ |
| Чарльз 16′ · Руссо 36′ · Филби 69′ | (отчёт)   | Хог 59′, 62′ |

| Беларусь | 0:12 (0:7) | Англия |
| -------- | ---------- | --- |
|          | (отчёт)    | Тун 5′, 38′ · Филби 7′, 19′ · Руссо 15′, 23′ · Стануэй 29′ · Кейн 71′, 75′ · Смит 74′, 80+5′ · Бразил 80+1′ |

| Сербия | 0:1 (0:0) | Норвегия   |
| ------ | --------- | ---------- |
|        | (отчёт)   | Маанум 54′ |

| Норвегия              | 2:0 (2:0) | Беларусь |
| --------------------- | --------- | -------- |
| Ольсен 18′ · Рууд 40′ | (отчёт)   |          |

| Сербия       | 1:4 (1:0) | Англия                                                  |
| ------------ | --------- | ------------------------------------------------------- |
| Иванович 40′ | (отчёт)   | Стануэй 47′ (пен.) · Бразил 68′ · Чарльз 71′ · Кейн 76′ |

### Группа B
| М | Команда  | И | В | Н | П | Мячи  | ±  | О |
| - | -------- | - | - | - | - | ----- | -- | - |
| 1 | Испания  | 3 | 2 | 1 | 0 | 6 − 3 | +3 | 7 |
| 2 | Германия | 3 | 1 | 2 | 0 | 6 − 2 | +4 | 5 |
| 3 | Италия   | 3 | 0 | 2 | 1 | 1 − 3 | −2 | 2 |
| 4 | Чехия    | 3 | 0 | 1 | 2 | 0 − 5 | −5 | 1 |

| Италия | 0:0 (0:0) | Чехия |
| ------ | --------- | ----- |
|        | (отчёт)   |       |

| Германия      | 2:2 (0:0) | Испания                          |
| ------------- | --------- | -------------------------------- |
| Бюль 44′, 74′ | (отчёт)   | Рубио 43′ · Кляйнхерн 45′ (авт.) |

| Италия | 0:0 (0:0) | Германия |
| ------ | --------- | -------- |
|        | (отчёт)   |          |

| Чехия | 0:1 (0:0) | Испания        |
| ----- | --------- | -------------- |
|       | (отчёт)   | Л. Наварро 54′ |

| Испания                          | 3:1 (2:0) | Италия      |
| -------------------------------- | --------- | ----------- |
| Бланко 10′ · Л. Наварро 29′, 58′ | (отчёт)   | Глионна 62′ |

| Чехия | 0:4 (0:3) | Германия                         |
| ----- | --------- | -------------------------------- |
|       | (отчёт)   | Зиглер 7′, 22′ · Мюллер 36′, 51′ |

## Плей-офф

### Сетка
|  | Полуфинал       | Полуфинал     |                   |       | Финал | Финал |
|  |                 |               |                   |       |       |       |
|  | 13 мая – Жодино |               |                   |       |       |       |
|  |                 |               |                   |       |       |       |
|  | Испания         | 4             |                   |       |       |       |
|  | Испания         | 4             | 16 мая – Борисов  |       |       |       |
|  | Норвегия        | 0             |                   |       |       |       |
|  | Норвегия        | 0             | Испания           | 0 (2) |       |       |
|  | 13 мая – Жодино |               | Испания           | 0 (2) |       |       |
|  |                 | Германия (п.) | 0 (3)             |       |       |       |
|  | Англия          | Германия (п.) | 0 (3)             | 3     |       |       |
|  | Англия          |               |                   | 3     |       |       |
|  | Германия        | 4             |                   |       |       |       |
|  | Германия        | 4             | Матч за 3-е место |       |       |       |
|  |                 |               |                   |       |       |       |
|  | 16 мая – Минск  |               |                   |       |       |       |
|  |                 |               |                   |       |       |       |
|  | Норвегия        | 1             |                   |       |       |       |
|  | Норвегия        | 1             |                   |       |       |       |
|  | Англия          | 2             |                   |       |       |       |

### Полуфиналы
Победители также получили путёвку на чемпионат мира.
| Испания                                         | 4:0 (0:0) | Норвегия |
| ----------------------------------------------- | --------- | -------- |
| Рубио 48′ · На. Рамос 71′ · Л. Наварро 73′, 76′ | (отчёт)   |          |

| Англия                      | 3:4 (1:1) | Германия                                  |
| --------------------------- | --------- | ----------------------------------------- |
| Бразил 31′ · Руссо 42′, 77′ | (отчёт)   | Зиглер 29′, 70′ · Бюль 41′ · Паволлек 57′ |

### Матч за 3-е место
Победитель получил путёвку на чемпионат мира.
| Норвегия | 1:2 (0:1) | Англия         |
| -------- | --------- | -------------- |
| Хог 52′  | (отчёт)   | Чарльз 8′, 57′ |

### Финал
| Испания                                               | 0:0 (0:0) | Германия                                  |
| ----------------------------------------------------- | --------- | ----------------------------------------- |
|                                                       | (отчёт)   |                                           |
| Пенальти                                              |           |                                           |
| Родригес · Моненте · Андухар · Л. Наварро · На. Рамос | 2:3       | Гвинн · Минге · Паволлек · Мюллер · Саймс |

### Чемпион
| Чемпион Европы по футболу среди девушек до 17 лет 2016 |
| ------------------------------------------------------ |
| Германия Пятый титул                                   |

## Статистика

### Бомбардиры
5 голов
- Алессия Руссо
- Лорена Наварро

4 гола
- Нив Чарльз
- Ванесса Зиглер

3 гола
- Элли Бразил
- Ханна Кейн
- Анна Филби
- Клара Бюль
- Софи Хог

2 гола
- Грейс Смит
- Джорджия Стануэй
- Элла Тун
- Мари Мюллер
- Миляна Иванович
- Сильвия Рубио

1 гол
- Каролина Житко
- Таня Паволлек
- Бенедетта Глионна
- Фрида Маанум
- Ингрид Ольсен
- Эмилия Рууд
- Йована Агбаба
- Теодора Буркерт
- Тияна Филипович
- Аллегра Поляк
- Мария Бланко
- Наталья Рамос

1 автогол
- София Кляйнхерн (в матче против Испании)

### Награды
Технические наблюдатели УЕФА составили команду турнира из следующих игроков:
Символическая сборная по версии УЕФА
| Вратарь                     | Защитники                                                                                          | Полузащитники                                                                     | Нападающие                                                                    |
| --------------------------- | -------------------------------------------------------------------------------------------------- | --------------------------------------------------------------------------------- | ----------------------------------------------------------------------------- |
| - Таня Дяпич - Ноэлия Рамос | - Маркета Климова - Таня Паволлек - Керолайн Саймс - Лайя Александри - Она Батлье - Люсия Родригес | - Джорджия Стануэй - Янина Минге - Фрида Маанум - Паула Фернандес - Сильвия Рубио | - Алессия Руссо - Клара Бюль - Джулия Гвинн - Аллегра ПОляк - Кандела Андухар |

Лучший игрок турнира
- Керолайн Саймс